# Nås tingslag
Nås tingslag var ett tingslag i Dalarna i Kopparbergs län. Tingslaget omfattade delar av dagens Vansbro, Ludvika och Gagnefs kommuner, och mätte 2 292 km², varav land 2 144.
Tingslaget benämndes mellan 1732 och 1894 Nås, Järna och Floda tingslag. Tingslaget upphörde 1948 då verksamheten överfördes till Nås och Malungs domsagas tingslag.
Tingslaget hörde före 1902 till Västerdalarnas domsaga och från 1902 till Nås och Malungs domsaga.

## Socknar
Tingslaget omfattade följande socknar: 
- Nås socken
- Järna socken (ingick till 1731 i Järna tingslag)
- Säfsnäs socken från 1798
- Floda socken